# Willi Reiland
Willi Reiland (* 2. November 1933 in Oberaltstadt, Tschechoslowakei; † 14. November 2015 in Haibach)  war ein deutscher Politiker der SPD. Von 1970 bis 2000 war er Oberbürgermeister der unterfränkischen Stadt Aschaffenburg im Freistaat Bayern.

## Leben
Im September 1946 wurde Reiland (im Alter von zwölf Jahren) zusammen mit seiner Familie aus der Tschechoslowakei vertrieben. Die Familie kam nach Haibach im Landkreis Aschaffenburg. Nach dem Besuch der Oberrealschule in Aschaffenburg legte Reiland 1953 sein Abitur ab und studierte Rechtswissenschaften in Würzburg. 1957 absolvierte er seine erste Staatsprüfung. Seine Referendarzeit beendete er 1961 mit der Zweiten Juristischen Staatsprüfung. Im Anschluss wurde Reiland Assessor bei der Staatsanwaltschaft Aschaffenburg. Er promovierte 1960 zum Dr. jur. mit dem Thema Der Entwurf eines bayerischen allgemeinen Verwaltungsgesetzes.
Am 14. Juli 1962 heiratete Reiland Elvira Hattig. Die Eheleute bekamen zwei Söhne. 1977 wurden sie beim Besuch der schottischen Partnerstadt Perth der britischen Königin Elisabeth II. und Philip Mountbatten, Duke of Edinburgh vorgestellt.
Reilands 30-jährige Amtszeit als Oberbürgermeister endete am 30. April 2000. Seine Hobbys waren eine Mineraliensammlung sowie Tennis und Golf.
Am 20. November 2015 wurde Reiland in einem Ehrengrab auf dem Altstadtfriedhof in Aschaffenburg bestattet.

## Politische Karriere
- 1953 Eintritt in die SPD
- 1959 Vorsitzender der SPD im Landkreis Aschaffenburg
- 1960 Wahl in den Haibacher Gemeinderat (jüngstes Mitglied) und den Kreistag (ebenfalls jüngster Mandatsträger)
- 1962–1970 Mitglied des Bayerischen Landtages (Direktwahl), Sprecher der SPD-Fraktion zum Justizhaushalt und anderer Rechtsfragen, Mitglied des Rechts-, Verfassungs- und Kommunalausschusses
- 1966 Wahl zum ehrenamtlichen Bürgermeister der Gemeinde Haibach

Weitere Ehrenämter: Vorsitzender der Bürgermeister im Landkreis Aschaffenburg im Rahmen des Bayerischen Gemeindetages, Mitglied des Landesvorstandes der SPD (Jugend und Sport), Vorsitzender der Bayerischen Jungsozialisten

## Oberbürgermeister

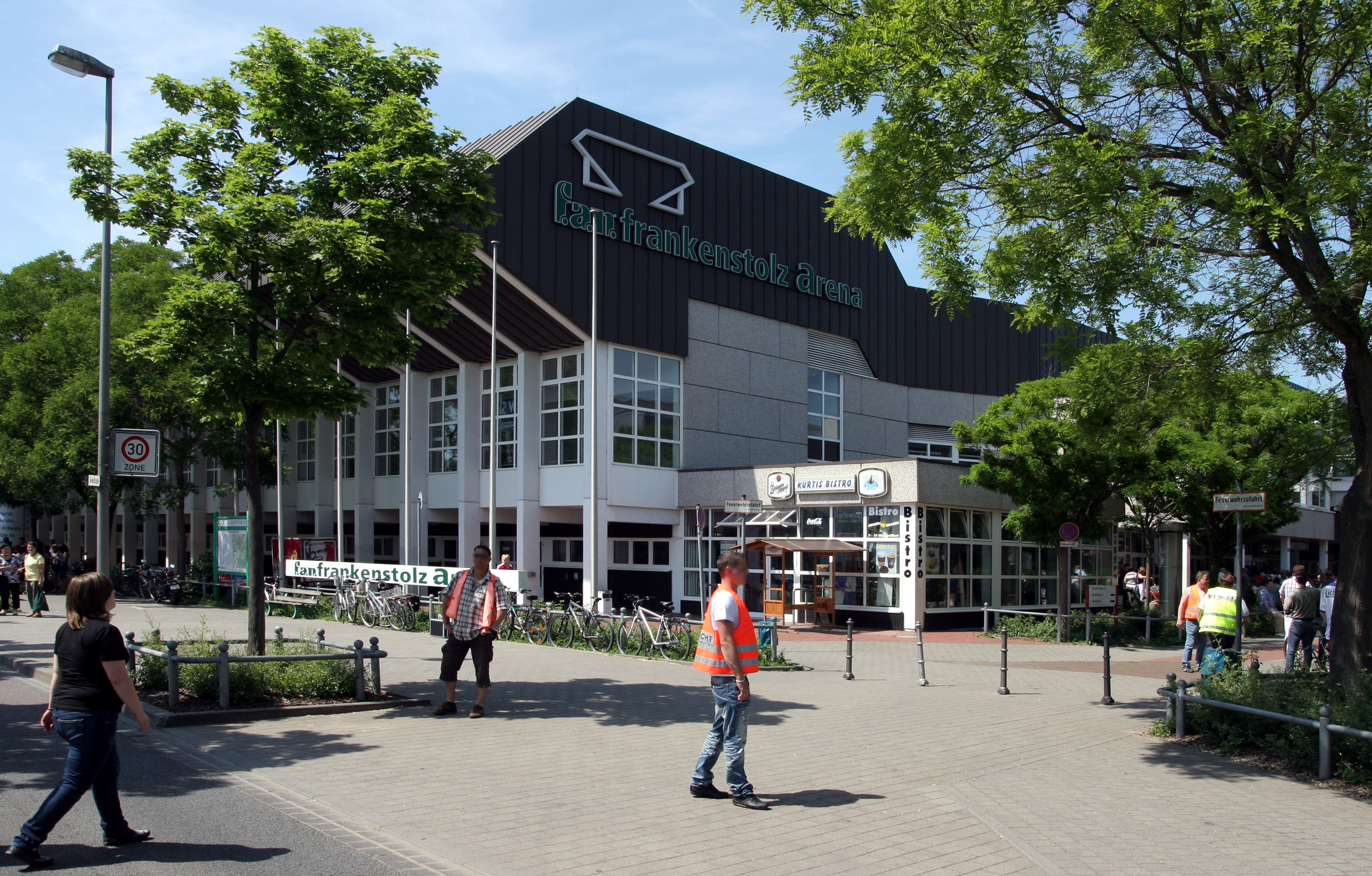
Die f.a.n. Frankenstolzarena. Eines der Projekte während Reilands Amtszeit.

Am 8. März 1970 wurde Reiland mit 60,15 % der Stimmen bei einer Wahlbeteiligung von 80,81 % zum Oberbürgermeister der Stadt Aschaffenburg gewählt. Zunächst setzte er die Initiativen seines Vorgängers Vinzenz Schwind fort mit dem Bau der Konrad-Adenauer-Brücke, dem Ausbau der Landingstraße als Abschnitt des Innenstadtrings und der Forcierung des Wohnungsbaus. 
In seine erste Wahlperiode fallen zudem die Einrichtung der Fußgängerzone Herstallstraße, die Fertigstellung der City Galerie sowie der Bau des städtischen Hallenbades. Zudem wurde 1975 der Stadtteil Gailbach eingemeindet.
Für seine zweite Wahlperiode setzte er in seinem Arbeitsprogramm 1976–1982 folgende Schwerpunkte: Fortentwicklung der verkehrstechnischen und städtebaulichen Konzeption, Ausbau des nördlichen Ringes, Landingtunnel, Erschließung neuer Wohngebiete, Förderung der Jugend und Senioren sowie Pflege der deutsch-französischen Freundschaft mit der Partnerstadt Saint-Germain-en-Laye. Fertiggestellt wurden in dieser Zeit die Fröbel-, Gutenberg-, Comenius- und Schönbergschule und der Anschluss der Schillerstraße an die Ebertbrücke und die Hanauer Straße. Zudem wurde der Stadtteil Obernau eingemeindet.
In seine dritte Wahlperiode fielen die Inbetriebnahme des Parkhauses Löhrgraben und des Landing-Tunnels.
In seiner vierten Wahlperiode wurden das neue Klinikum, die Stadthalle, die Stadtbibliothek, die Unterfrankenhalle und das Parkhaus Alexandrastraße ihren Bestimmungen übergeben. In diese Zeit fällt außerdem der Beginn der Partnerschaft mit der ungarischen Stadt Miskolc.
Auch die letzten sechs Jahre waren ausgefüllt mit wichtigen Ereignissen wie der Eröffnung der Fachhochschule Aschaffenburg und Bauprojekten, das bekannteste darunter der Bau einer Wasseraufbereitungsanlage, ein bis dahin einzigartiges Pilotprojekt in Europa.

## Auszeichnungen und Ehrungen
- 1983 Bundesverdienstkreuz Verdienstorden der Bundesrepublik Deutschland
- 1985 Kommunale Verdienstmedaille in Silber
- 1989 Bundesverdienstkreuz 1. Klasse
- 1993 Bayerischer Verdienstorden
- 1999 Kommunale Verdienstmedaille in Gold
- 2000 Ehrenbürger der Stadt Aschaffenburg
- 2001 Ehrenbrief der Stadt Aschaffenburg
- Umbenennung der Südlichen Ringstraße in Aschaffenburg in Dr.-Willi-Reiland-Ring